# 香乃みお
香乃 みお（こうの みお、8月15日 - ）は、日本の女性声優。青森県出身、身長154cm。血液型はA型。アイ・タクト所属。

## 人物
以前はEARLY WING、レオパード・スティール、ウィングウェーヴに所属していた。2018年4月よりレオパード・スティールに所属するにあたり、伊藤 未央（いとう みお）から現芸名に変更した。
2023年12月31日をもってウィングウェーヴの退所を自身のSNSにて発表。
2024年7月26日アイ・タクトへの所属を自身のSNSにて発表。

## 出演
太字はメインキャラクター。

### 吹き替え

#### 映画
- 新感染 ファイナル・エクスプレス
- 2020（ジェシー）
- ネイビーシールズ；オペレーションZ（アマンダ・バニング）
- ショートウェーブ（ジェーン）
- ザ・インターセクションズ（クレア）
- KILLERMAN/キラーマン（ジニー）

#### ドラマ
- MACGYVER/マクガイバー（ボーザー・幼少時）
- 高い城の男（ブリジット）
- iゾンビ/iZombie シーズン5（エイミー・オニール）
- ハンナ〜殺人兵器になった少女〜 シーズン2（キャット・ゲルダー）
- ザ・バイト（バーナデット、カミール、エヴァ）
- ヴァイキング〜ヴァルハラ〜 シーズン1（メリン）
- イコライザー（2022） シーズン1（ジーナ）
- トム・クランシー/CIA分析官 ジャック・ライアン シーズン3（エスマ）

#### アニメ
- スーパーウィングス ミッションチーム（ソリナ）
- ブルーイ シーズン3（ラッキーのママ、ルル）

### ボイスオーバー
- ナショナルジオグラフィック
  - 密着！空港警察：南アメリカ（ソレダード・ウメレス 他）
  - メーデー！番外編：惨劇の全貌3
  - パニック！動物の襲撃事件簿
  - シャーク！驚異の胃袋
  - 解明！ジョーズ個体識別ファイル
- ディスカバリーチャンネル
  - ディスカバリー傑作選・エクストリーム住宅「移動式住宅」（アラウィ、タカノ・リエ）
- 情報番組「スッキリ」
- オーストラリア難破船ハンター エピソード2（アニー・ボイド）

### ナレーション
- パチスロ極（付属DVD）
- パチスロ極Z（付属DVD）
- 百貨店社内研修用VTR
- 薬剤師向けVTR
- TOKYO MX「壮絶！空中バトル！スーパードローンチャンピオンシップ」（2020年）
- 国立女性教育会館「大学等における無意識のバイアス研修プログラム」

### CM
- 前橋南部運送様ラジオCM

### 映像
- 企業VP「清水建設」
- 放送大学学園「コンピュータグラフィックス（'22）」アシスタント及びナレーション

### 劇場アニメ
- 百日紅 〜Miss HOKUSAI〜（2015年）

### ゲーム
2014年
- BREAK雀BURST（レティ）

2015年
- ROOT∞REXX（桐生瑞樹 他）
- 輝星のリベリオン（ブルータス、ファルザナ・ソムル、タマラ、メイヴ）

2016年
- スチームプリズン（リエリス、アダージュ〈幼少時〉 他）

2017年
- ガンガンピクシーズ（イカ 他）
- SKYOVER（オルトロス、ゲンブ）
- スチームプリズン -七つの美徳-（リエリス、アダージュ〈幼少時〉 他）
- 嘘月シャングリラ

2021年
- スチームプリズン（リエリス、アダージュ〈幼少時〉 他）

### ドラマCD
- 魔術士オーフェン はぐれ旅 魔術学校攻防

### デジタルコミック
- UULA クロサギ（玉城）
- dTV 胸が鳴るのは君のせい

### パチンコ・パチスロ
- パチスロ 地獄少女（女子高生）
- 十字架4（ソロウ）

### 舞台
2015年
- team.roughstyle第5回公演『護雄』

2016年
- team.roughstyle第6回公演『Coverage』
- Laid Back＆team.roughstyle特別公演『月想』

2017年
- team.roughstyle第7回公演『狗傳改め』
- team.roughstyle第8回公演『匣〜in the secret』
- team.roughstyle第9回公演『冷華』

2018年
- team.roughstyle特別公演『みちゆき』